# マッドマックスTV
『マッドマックスTV 論破王』（マッドマックスティービー ろんぱおう）は、テレビ朝日とABEMAで2020年10月28日から2023年9月27日まで放送されていたバラエティ番組である。2022年3月までの番組タイトルは『マッドマックスTV』であった。

## 概要
2020年10月改編で新設されたバラエティ枠『ネオバズ』の新番組として開始。毎月第4水曜 0:20 - 1:20（火曜深夜）の月イチ生バラエティ番組。
昨今言われる地上波テレビ放送番組とウェブ配信番組の境目を見極めるため、熱意あるプレゼンターたちが持ち込んだ「地上波で流してほしい…が、何かと問題がありそうなVTR」を、深夜にこっそり生放送する。
VTR企画はスタジオ外にいる顔を隠したマッドマックスTV審議委員会も視聴しており、地上波NGと判断された時点でブザー音が鳴りストップがかかる。止められてしまった理由は元NHKアナウンサー・登坂淳一から伝えられる。
なお、過去地上波で流されたことのある映像に関しても現状の倫理観点から審議される（第1回では2003年8月16日放送『朝までたけし軍団』を放送し中断）。また面白い面白くないの基準で審議員は止めないが、「企画意図が不明で視聴者に不安や動揺を与える」基準ではストップがかかる（第1回ではコウメ太夫持ち込み企画が該当）。
1:20 - 1:50からは直結してABEMAで生配信。地上波放送NGだったVTRを中心にスタジオトークで構成される。番組ではコンセプトを「現在の放送倫理と放送基準、放送文化を時代に合わせて点検しつつ問題点を整理しながら努力する番組」としている。
第2回目の放送から「ひろゆきの論破シリーズ」なる企画が始まった。現在は本番組の事実上のメイン企画となっている。
2021年3月24日放送分を以て登坂が事実上降板。同時にマッドマックスTV審議委員会のメンバーも出演しなくなった。
2021年3月31日から濱家が『ZIP!』（日本テレビ）の水曜パーソナリティーとして出演する為に4月28日放送分から本番組が事前収録になった。この為、この回以降は放送当日の午後2時頃にテレビ朝日で放送された分と同局では未公開だった分をABEMAで纏めて配信する様になった。字幕放送ではリアルタイム字幕放送を使用しているが、同年7月21日放送分は通常の字幕放送を使用した（黄色は濱家、水色は山内を使用）。
先述の『ZIP!』の件やかまいたちが多忙を極めた時期でもあったため、2021年9月30日放送分を以てかまいたちがMC卒業。10月よりニューヨークとさらば青春の光の森田哲矢が新MCに就任。
2021年12月の地上波放送分は22日火曜 0:20 - 1:20（月曜深夜）に放送された。裏番組にチョコレートプラネットが出演するため、『チョコプラCUP』の枠を交換する形を行った。2022年4月5日放送分より「マッドマックスTV論破王」に番組名変更。

## 主な企画
- ひろゆきの論破シリーズ
  - 第2回目の放送から始まった。進行役は八木麻紗子（テレビ朝日アナウンサー）など。久保田かずのぶの発案企画でひろゆきと著名人（久保田自身の場合もあり）が多様なテーマでディベート対決を行う[6]。判定は学習院大学弁論部や日本弁論連盟から3名。
  - スピンオフ企画として2021年9月29日から口喧嘩自慢芸能人による「D-1グランプリ」。10月5日からは芸能界ディベート最弱王を決める「逆D-1グランプリ」が開始。
  - 2022年4月の番組名変更以降はこのコーナーをベースにした「ガチンコディベート対決」を、論客やゲストを変えながらメインコーナーにしている[7]。
- ディベートモンスター呂布カルマ　ガチンコディベート対決
- 呂布カルマVS6人の女
- インテリディベートモンスターパックン　ガチンコディベート対決
- マッドマックスルーム
  - スタジオにツッコミ芸人が入れられ、制限時間内に起こる様々なボケ芸人たちのボケに適切に突っ込まなければならないチャレンジコーナー[8]。1stステージは3分間ボケ芸人1人。2ndステージは5分間ボケ芸人2人。ファイナルステージは7分間ボケ芸人3人。
- 平林先生によるマッド芸人鬼マナー指導
  - 2021年7月21日開始。鬼のマナー講師・平林都がマナーを知らないマッド芸人を相手に厳しくマナー始動する。錦鯉・長谷川雅紀がフィーチャーされている[9]。
- 奇才ロッシー先生の人生相談室
  - 2021年11月26日開始。「逆D-1グランプリ」において奇天烈な価値観が明らかになった野性爆弾・ロッシーが人生相談に答えていく[10]。

## 出演者

### MC
- ニューヨーク（屋敷裕政・嶋佐和也）- 2021年10月から[11]
- 森田哲矢（さらば青春の光）- 2021年10月から

### おもなゲスト
- 久保田かずのぶ（とろサーモン）※準レギュラー（事実上）
- ひろゆき　※ガチンコディベート対決[12]
- 呂布カルマ　※ガチンコディベート対決、ディベートモンスターとして出演
- パックン（パックンマックン）　※ガチンコディベート対決、ディベートモンスターとして出演
- 紗倉まな　※ガチンコディベート対決[13][14]

### 過去の出演者
- 登坂淳一（2020年10月28日 - 2021年3月24日）- アナウンサー
- マンスリー・プレゼンター（月替わり）（同上）
- かまいたち（山内健司・濱家隆一、2020年10月28日 - 2021年9月28日）- MC

## スタッフ
2023年7月26日放送現在
- ナレーター：おいでやす小田（2021年10月から）、小野寺一歩（2021年9月まで）
- 構成：興津豪乃、今田佑、植田将崇、阿部快飛
- TM：森山顕矩（テレビ朝日）
- TD：平間隆啓
- CAM：福元昭彦、保坂健一
- VE：菅野明弘
- 音声：安食愛美
- 照明：森口花菜
- 美術プロデューサー：遠藤ゆか
- 美術デザイン：村上由季
- 美術進行：清水基恵、西尾星那
- 小道具：小柳紗季
- ヘアメイク：川口カツラ店
- アートディレクター：岡聡煕
- ビジュアルデザイン：榛葉大介
- 美術協力：テレビ朝日クリエイト
- 編集：本田純一、赤野陸
- MA：市川健治
- 音効：板井基至、田口弘記
- TK：小島美和子
- 編成：馬渕真太朗（テレビ朝日）
- 宣伝：榎本梢絵（テレビ朝日）
- デスク：奥田利加子（テレビ朝日）
- 技術協力：テイクシステムズ、テレテック、TSP、Abema Production
- 制作協力：花組
- AD：上田瑠夏・田中紗里衣（共に花組）、中尾天音
- AP：宮﨑浩子、酒井晴子、岩田真奈（花組）
- ディレクター：岡本圭太（メディアプルポ）、俵木花純、甲斐将之・中村雄大・上原翔（共に花組、上原→以前はAD）、岩本浩一（レスポ）
- チーフディレクター：牛嶋創一（花組）
- プロデューサー：松本能幸・高橋佑輔（共にテレビ朝日）、乾弘明・本村千穂美・勝木拓郎（共に花組、勝木→以前はAP）
- ゼネラルプロデューサー：郷力大也（テレビ朝日）
- 制作：テレビ朝日ビジネスソリューション本部コンテンツ編成局第1制作部
- 制作著作：テレビ朝日、ABEMA

### 過去のスタッフ
- TM：宮内大翼（テレビ朝日）
- CAM：藤井雄基、新井麻菜美
- 照明：中本明人
- 美術：森永牧子（テレビ朝日）
- 編集：中島拓也、和田修平
- MA：妻藤卓也
- 音効：林正貴
- 宣伝：白倉由紀子（テレビ朝日）
- 制作協力：メディアプルポ
- AD：本山康平（メディアプルポ）、山田玲実
- AP：酒井瑞希
- ディレクター：安井啓太、松瀬博光、吉村直暢（メディアプルポ）
- チーフディレクター：小杉賢（テレビ朝日）
- プロデューサー：名田圭佑（テレビ朝日）、竹本聡志（メディアプルポ）
- ゼネラルプロデューサー：寺田伸也（テレビ朝日）